# Aspidiella agalegae
Aspidiella agalegae är en insektsart som beskrevs av Mamet 1974. Aspidiella agalegae ingår i släktet Aspidiella och familjen pansarsköldlöss. Inga underarter finns listade i Catalogue of Life.